# Rue du Tonnelet-Rouge
La rue du Tonnelet-Rouge (en alsacien : Rotfässelgässel) est une voie de Strasbourg rattachée administrativement au quartier Centre. Elle va du no 19 de la rue des Frères, à proximité de la place du Marché-Gayot, jusqu'à la rue des Juifs.

## Toponymie

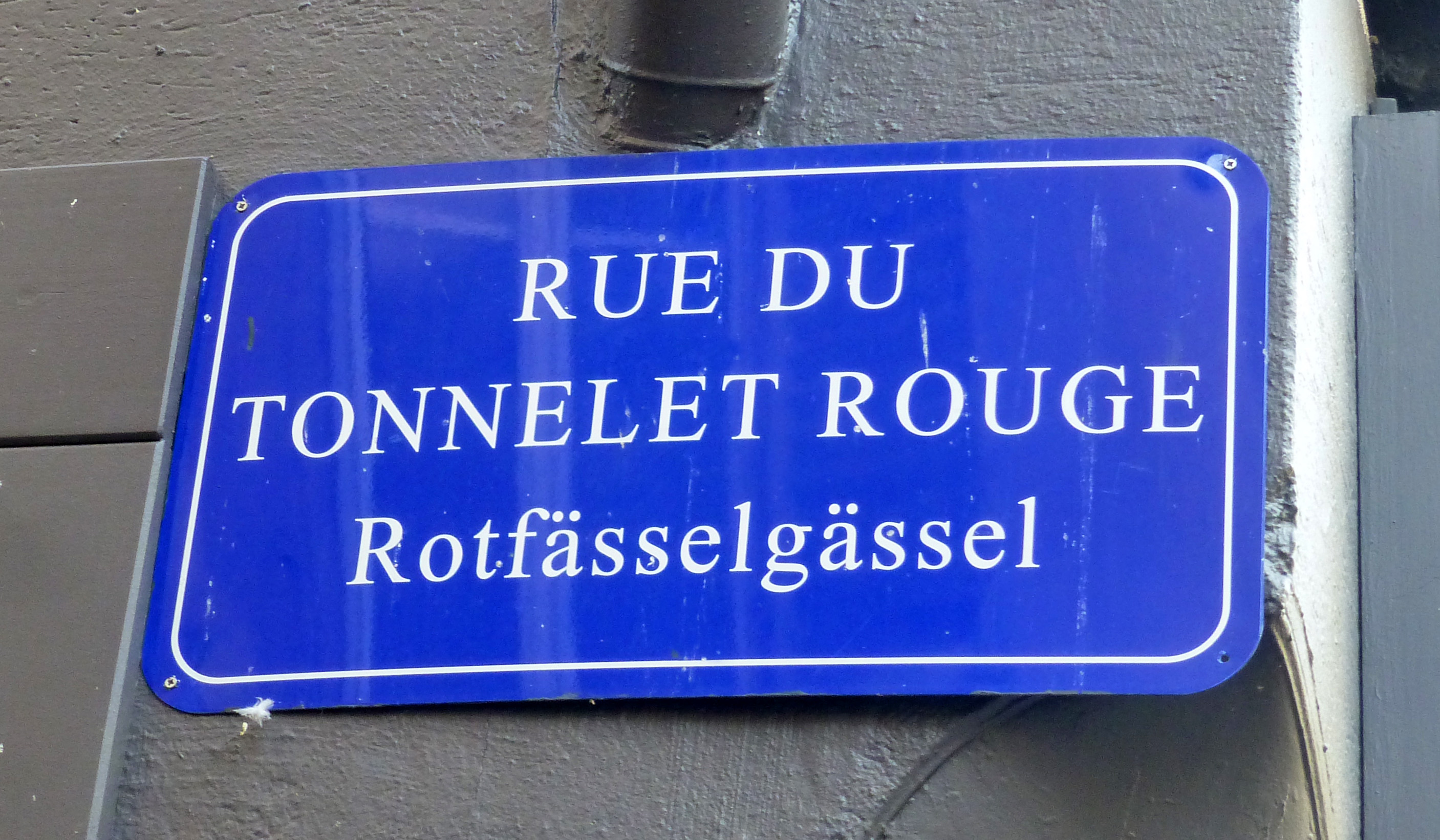
Plaque bilingue, en français et en alsacien.

La rue a connu différentes dénominations, en allemand ou en français : Hutesgasse (1275), Vicus dictus zu dem Hute (1292), 
Hutesgesselin (1375),  Hützgasse (1466), Vogtsgesselin (1545), Uotzengesselin (1580), Huozgesselin (1587), Utzengässel (1636), Utzen- oder Rothfässelgässel (1680), ruelle de Voltaire (1794), rue du Tonnelet Rouge (1817, 1918, 1945), Rothfässel-Gässlein (1817), Rotfässelgasse (1853, 1882), Rothfässelgässchen (1872, 1940).
Dès le XIIIe siècle, on trouve des références à un chapeau dans le nom des maisons (Ad pileum, 1275), puis de la rue. Le tonnelet rouge apparaît au XVIIe siècle, avec l'auberge Zum roten Fässlein (1636).
Des plaques de rues bilingues, à la fois en français et en alsacien, sont mises en place par la municipalité à partir de 1995. C'est le cas du Rotfässelgässel.

## Bâtiments remarquables

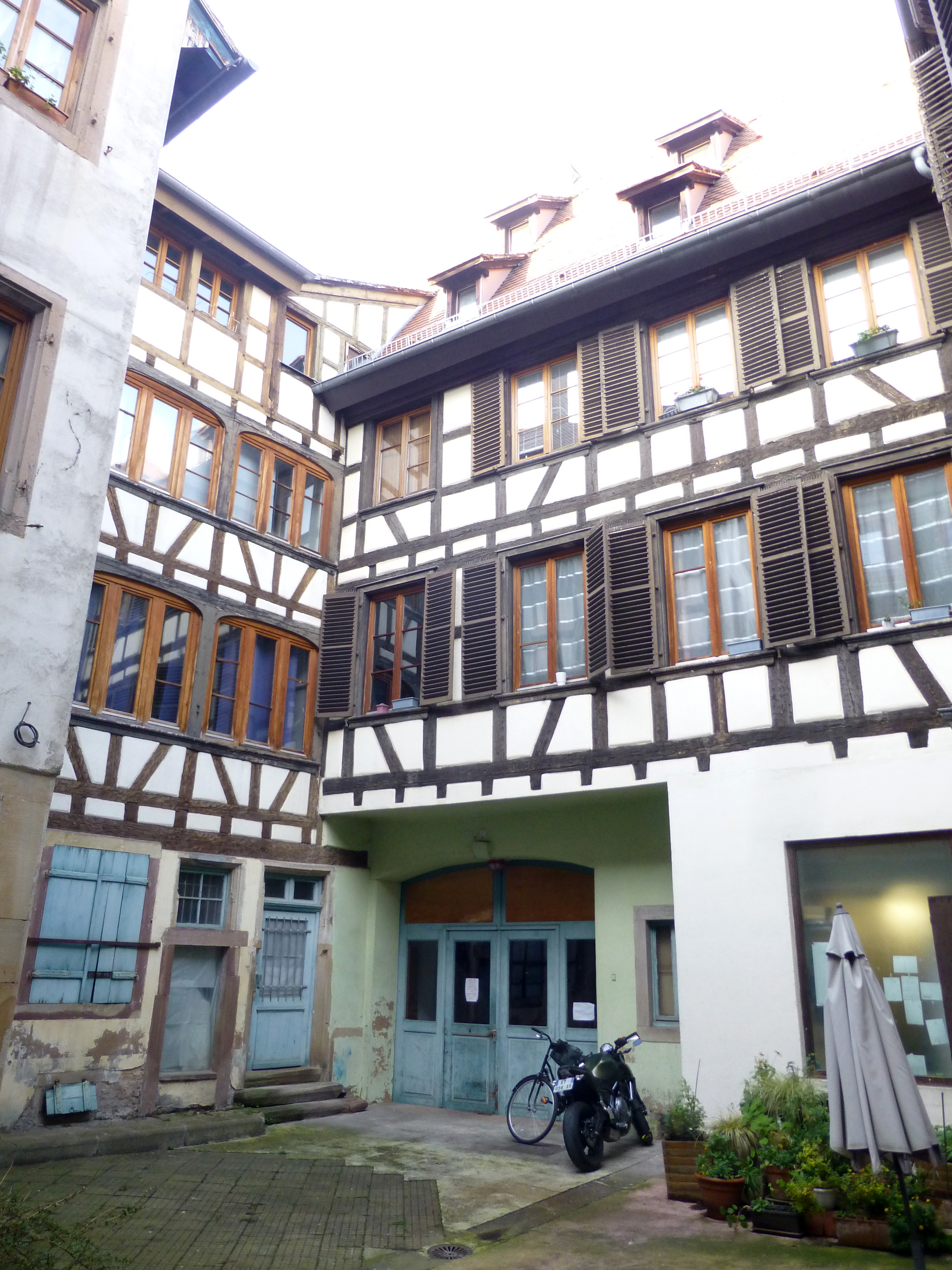
Cour intérieure du no 3.

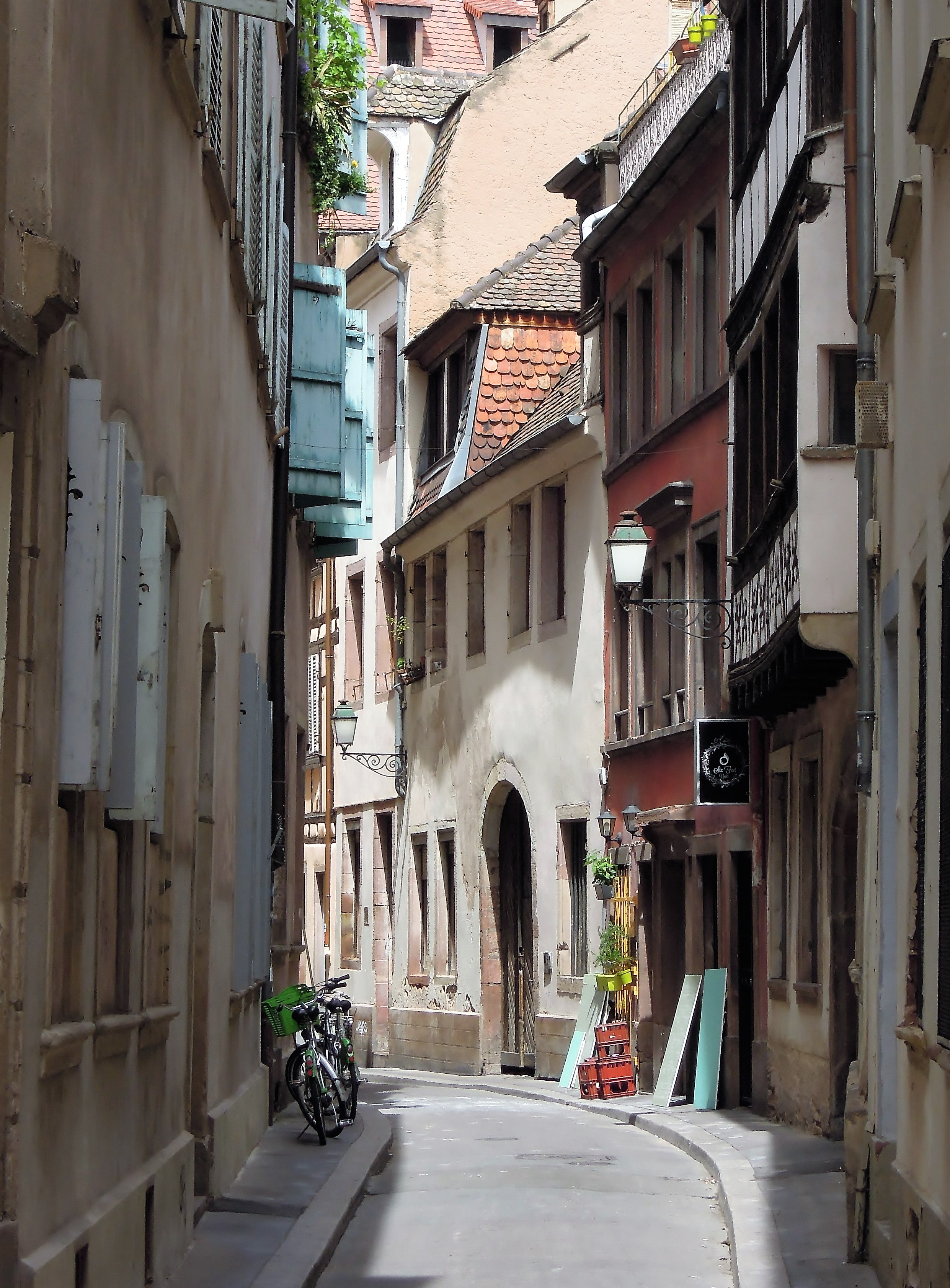
nos 8, 6 et 4, à droite.

- no 3 : Cette maison fait l'angle avec le no 18 de la rue des Juifs, mais on accède dans la cour par le porche d'entrée situé dans la rue du Tonnelet-Rouge[4]. Elle est citée en 1381, 1413 et 1507 sous le nom Zu dem von Batzendorf[5]. Au XVIe siècle elle appartient à Conrad Joham de Mundolsheim, puis reste propriété de la famille jusqu'en 1620[6]. Au XIXe siècle on y trouve tour à tour les bureaux du chef du Génie militaire, des pensionnats, un restaurant (1833[5]).
- no 4 : C'est une maison du XVIe siècle à encorbellement[1].
- no 8 : En 1587, la maison appartenait à Wolff Botzheim. Guérin de Fleury, officier de la maison du roi, en était le propriétaire en 1789[2].